# Anopheles engarensis
Anopheles engarensis este o specie de țânțari din genul Anopheles, descrisă de Hiroshi Kanda și Mamoru Oguma în anul 1978. Conform Catalogue of Life specia Anopheles engarensis nu are subspecii cunoscute.